# Liga de Fútbol Profesional (Perú)
La Liga de Fútbol Profesional es una institución deportiva conformada por los clubes y las sociedades anónimas deportivas que participan en las categorías profesionales de la liga peruana de fútbol: la Liga1 (categoría Primera División), la Liga2 (categoría Segunda División), la Liga3 (categoría Tercera División), el Torneo de Reservas (categoría fútbol formativo masculino) y la Liga Fútbol Femenino (categoría Primera División). Fue formalizada en 2019 por la Comisión Organizadora de Competiciones de la Federación Peruana de Fútbol. Esta entidad es la primera que cuenta con la organización de la FPF de manera autónoma, ya que hasta la edición 2018 el torneo era organizado por la Asociación Deportiva de Fútbol Profesional, bajo la rectoría de la FPF.

## Clubes afiliados
La Liga de Fútbol Profesional cuenta con 62 clubes afiliados, 19 de Primera División, 15 de Segunda División y 29 de Tercera División.

### Liga1
| Liga1 de Fútbol Profesional Primera División | Liga1 de Fútbol Profesional Primera División |
| --- | --- |
| - ADT - Alianza Atlético - Alianza Lima - Alianza Universidad - Atlético Grau - Ayacucho FC - Cienciano - Comerciantes Unidos - Cusco FC - Deportivo Binacional | - Deportivo Garcilaso - Juan Pablo II College - Los Chankas - FBC Melgar - Sport Boys - Sport Huancayo - Sporting Cristal - UTC - Universitario |

### Liga2
| Liga2 de Fútbol Profesional Segunda División | Liga2 de Fútbol Profesional Segunda División                                                                                 |
| --- | --- |
| - Academia Cantolao - ADA - Bentín Tacna Heroica - Carlos A. Mannucci - Comerciantes FC - Deportivo Coopsol - Deportivo Llacuabamba - Deportivo Moquegua | - FC Cajamarca - FC San Marcos - Pirata FC - Santos FC - Unión Comercio - Universidad César Vallejo - Universidad San Martín |

### Liga3
| Liga3 de Fútbol Profesional Tercera División | Liga3 de Fútbol Profesional Tercera División |
| --- | --- |
| - Alto Rendimiento - Amazon Callao FC - Centro Social - Construcción Civil - Cultural Volante - Defensor José María Arguedas - Deportivo Lute - Deportivo Municipal - Deportivo Municipal (Pangoa) - Deportivo Ucrania - Diablos Rojos - Ecosem Pasco - Estudiantil CNI - FC Carlos Stein | - FCR San Antonio - Juan Aurich - Juventud Alfa FC - Juventud Cautivo - Juventud Santo Domingo - Juventus FC - Nacional FBC - Nuevo San Cristóbal - Pacifico FC - Patriotas FC - Sport Bolognesi - UDA - Unión Huaral - Unión Santo Domingo |

## Liga1
La Liga1 de Fútbol Profesional, conocida como Liga1 y por razones de patrocinio Liga1 Te Apuesto. Es el campeonato de la máxima categoría del sistema de competiciones de fútbol en el país y alberga a 19 equipos profesionales. Consta de dos torneos cortos: Torneo Apertura y Torneo Clausura; ambos se juegan a una sola rueda de dieciocho fechas cada una, invirtiéndose las localías en los torneos y cuyos ganadores clasifican a los Play-Offs por la final del campeonato. El campeón nacional se define de la siguiente manera:
- Si el ganador del Torneo Apertura y el Torneo Clausura es un mismo equipo, automáticamente se consagra campeón nacional.
- Si los ganadores del Torneo Apertura y el Torneo Clausura son distintos equipos, y ambos son los dos mejores clubes del acumulado: disputan la final por el título nacional.
- Si hay un club que esté en los dos primeros puestos de la tabla acumulada que no sean alguno de los dos clubes ganadores del Torneo Apertura y el Torneo Clausura, este equipo clasifica automáticamente a los Play-Offs del campeonato y habría una semifinal contra el ganador del Torneo Apertura o el Torneo Clausura que tenga menor puntaje acumulado; el ganador va a la final por el título nacional contra el campeón del Torneo Apertura o el Torneo Clausura de mejor puntaje acumulado.
- Si hay dos clubes que estén en los dos primeros puestos de la tabla acumulada que no sean los dos clubes ganadores del Torneo Apertura y el Torneo Clausura, estos dos primeros equipos clasifican automáticamente a los Play-Offs del campeonato y habría dos semifinales entre los ganadores del Torneo Apertura y el Torneo Clausura cruzados con los dos primeros clubes de mejor puntaje acumulado; los ganadores de las semifinales se medirían en la final por el título nacional.

Cabe destacar que los finalistas clasifican directamente a la fase de grupos de la Copa Conmebol Libertadores del año siguiente, mientras que los dos mejores equipos del acumulado clasifican a las fases previas. Del mismo modo, los equipos que ocupen los puesto 5°, 6°, 7° y 8° en la tabla acumulada clasificarán a la Copa Conmebol Sudamericana del año siguiente. Los cupos de extranjeros para la Liga1 son de 5 en lista y 4 en cancha como máximo.
En cuanto a la Bolsa de Minutos, la Liga1 exige: 
- 2500 minutos disputados por jugadores Sub-23.
- 1500 minutos disputados por jugadores Sub-21.
- Los jugadores Sub-19 suman 1.5 minutos por cada minuto de juego disputado.

Los tres equipos peor ubicados en la tabla acumulada descienden a la Liga2 para la siguiente temporada.

## Liga2
La Liga2 cuenta con la participación de 15 equipos profesionales, y cuenta con un solo sistema de todos contra todos a ida y vuelta. El equipo que mayor puntaje haya obtenido durante el torneo será proclamado campeón y obtendrá un cupo de ascenso a la Liga1, mientras que el segundo jugará una promoción con el 16° lugar de la Liga1. Si bien los equipos que disputan la Liga2 no tienen clasificación a la Copa Libertadores de América, sí pueden clasificar a la Copa Sudamericana; más no mediante este torneo, sino a través de la Copa Bicentenario.
Los cupos de extranjeros para la Liga2 son de 4 en lista y 3 en cancha como máximo.
En cuanto a la Bolsa de Minutos, la Liga2 exige: 
- 4 jugadores Sub-24 en cancha por partido.
- 3000 minutos disputados por jugadores Sub-22.
- Los jugadores Sub-19 suman 1.5 minutos por cada minuto de juego disputado.

Los dos equipos peor ubicados en la tabla de posiciones descienden a la Copa Perú para la siguiente temporada, mientras que el subcampeón de la Copa Perú asciende a la Liga2 del siguiente año.

## Liga3
La Liga3 es el torneo de tercera división de Perú, que constituye la tercera categoría en la estructura de ligas de fútbol masculino. Esta competición será organizada por la Federación Peruana de Fútbol y se implementó y adoptó oficialmente dicho nombre a partir de la temporada 2025.
En el 2024, la Federación Peruana de Fútbol teniendo en cuenta las observaciones de Conmebol, decide entonces que la Copa Perú sería el torneo que decida a los participantes de forma meritoria, tomando como base la idea original de años atrás: los 25 representantes de cada departamento que queden mejor ubicados en la tabla final de la Etapa Nacional, ya sea el campeón o subcampeón departamental y exceptuando a los ascendidos a Liga2, serán los clubes que jugarán la primera edición de la Liga3 en el año 2025.
Adicionalmente, desde el Torneo de Reservas de 2024 se clasificarán los 8 equipos que llegaron hasta cuartos de final.